# Petronella D'Acierno
Petronella D'Acierno, née le 16 avril 1877 à Borno (Val Camonica) ou Zurich et morte le 12 avril 1962 à Heiden, est une guérisseuse et entrepreneuse suisse active dans le domaine du tourisme de santé.

## Biographie

### Enfance et installation à Zurich
Petronella D'Acierno naît le 16 avril 1877 à Borno. Dans le registre de l'état civil, elle est inscrite sous le nom de Petronella Mabellini. Après le décès de son père Wydler, sa mère Maria Elisabetha Wydler se remarie avec Mosé Mabellini.
Adolescente, elle est envoyée à Lisbonne chez une tante car elle ne s'entend pas avec son beau-père. Elle ne fréquente pas l'école au Portugal, mais voyage avec sa tante en Abyssinie. Là-bas, elle termine sa scolarité et y apprend la langue arabe. C'est là qu'elle découvre son talent pour les soins de santé et reçoit une formation,,.
Elle fréquente la cour de l'empereur Ménélik II, où sa tante a peut-être obtenu un emploi. Vers 1896, elle retourne à Naples avec sa tante. En raison de cette longue absence, elle doit réapprendre l'italien.
En 1897, Petronella D'Acierno s'installe à Zurich, avec son fiancé Vincenzo Antonio Martino D'Acierno, originaire de la région de Naples, qu'elle épouse en 1898. Le couple a neuf enfants, nés en Suisse jusqu'en 1916,. Irma (1908), Spartaco alias Peter (1911), et Jone (1916) vont à l'école de Buhn à Seebach. Après le départ de son mari pour l'Italie en 1905, elle subvient seule à leurs besoins. Sept atteignent l'âge adulte,

### Parcours professionnel
Au début, Petronella D'Acierno travaille comme femme de ménage à Zurich. Vers 1920, elle déménage à Seebach et trouve un emploi en tant qu'ouvrière auxiliaire à la Turmac AG, une usine de production de cigarettes située au 32-34, Friesstrasse. Son emploi y est confirmé pour l'année 1922,.
En parallèle, elle pratique la chiromancie et prodigue des conseils de médecine non conventionnelle après le travail devant l'usine. Elle recommande le laxatif Pagliano pour nettoyer les intestins, ainsi qu'une une alimentation saine et un mode de vie équilibré, interdisant café, tabac et alcool. Elle utilise des remèdes naturels à base de plantes.
Lorsque Robert Burrus, directeur de Turmac, tombe gravement malade, il fait appel à Petronella D'Acierno en urgence. Il se serait alors rétabli rapidement, ce qui aurait établi la réputation d'Acierno à Seebach,.

#### Guérisseuse à domicile
Lorsque son activité de guérisseuse prend de l'ampleur, elle quitte son emploi à la Turmac et reçoit ses clients dans sa maison au 57, Schärenmoosstrasse. Elle leur prescrit toujours le sirop Pagliano, Cela lui vaut le surnom de « tante Pagliano ». Sa réussite est telle que chaque femme au foyer de Seebach en possèderait dans son armoire à pharmacie.
Petronella D'Acierno ne facture pas ses conseils, mais encaisse des dons volontaires. Les personnes dans le besoin ne paient que si elles le peuvent. Elle subvient aux besoins de sa famille et parvient à économiser. Le bureau des impôts de Seebach remarque que ses revenus ne peuvent plus être considérés comme un simple revenu d'appoint.
Entre 1919 et 1922, elle dépose six brevets d'invention, dont un pour un lit d'hôpital et un matelas avec dispositif de réglage pour les personnes ayant des plaies.
Le succès de la vente du sirop Pagliano serait telle que le pharmacien Schalch aurait eu du mal à en fournir suffisamment pour répondre à la demande croissante.
Le Pagliano, créé en 1838 à Florence par Girolamo Pagliano de Naples selon une recette arabe, est fabriqué à Barcelone par son neveu[De qui ?] dans le Laboratorios J. Uriach & Co. SA. Il contient du séné, de la résine d'arbre, de la racine de jalap, de la confiture de prunes et de l'agar-agar. Son effet laxatif est principalement dû au séné,,.

#### Interdiction d'exercer et déménagement à Heiden
En 1926, Petronella D'Acierno reçoit une lettre recommandée d'un bureau cantonal lui interdisant, conformément à la loi sur la santé en Suisse, de poursuivre ses activités de guérisseuse dans le canton de Zurich, sous peine de poursuites. Elle montre la lettre au pharmacien Schalch d'Oerlikon, qui lui conseille de déplacer ses activités dans un canton dont la législation est plus souple.
Elle quitte alors Zurich-Seebach avec ses enfants, écho médiatique, et s'installe à l'auberge « Neubad » à Heiden, où elle crée une entreprise familiale,,.
En 1865, la région d'Appenzell est surnommée le « coin des docteurs suisses » et gagne rapidement une renommée européenne pour sa pratique. En 1871, la région cesse d'exiger une autorisation pour l'exploitation de cabinets médicaux et la distribution de remèdes, attirant ainsi de nombreux guérisseurs pratiquant la médecine populaire.
Grâce à une législation plus souple, elle reconstruit sa vie à Heiden. Consciente de ses limites, elle oriente les cas critiques vers un médecin. Ses clients de Seebach, Oerlikon, Schwamendingen et Zurich viennent la consulter. Au fil du temps, cette clientèle originaire de Zurich diminue, tandis que de nouveaux clients locaux affluent.

##### Gestion d'une auberge familiale et acquisition de la Pension Turm
À Neubad, Petronella D'Acierno gère une auberge avec l'aide de ses fils, Ribelle et Michelangelo, en cuisine, et de ses filles au service. Ses filles aînées Grazia, Esther et Irma Sonderegger attirent de nombreux jeunes clients qui apprécient leur compagnie et consomment une « eau de vie » à base de houblon.
Petronella D'Acierno se forge une réputation et l'auberge devient vite trop petite. C'est pourquoi en 1930, elle reprend la Pension Turm des Osterwalder, avec 40 chambres d'hôtes, au centre du village. En 1933, elle transfère officiellement sa résidence à Heiden.
Chaque traitement commençant avec l'administration de laxatif Pagliano, il était essentiel d'avoir des installations sanitaires performantes. Le pharmacien Schalch continue de lui fournir le sirop par la poste. Dans ce nouveau centre, elle propose des chambres à 6 francs par jour, relançant ainsi le tourisme de santé à Heiden. Elle y offre grâce à son fils Michelangelo des massages, des cataplasmes, des ventouses, des exercices physiques, des traitements par l'air et par l'eau, du thé et une alimentation saine (grâce à Grazia, Esther et Irma Sonderegger), en utilisant des remèdes naturelles,,. Elle publie ses recettes dans des brochures, témoignages de curistes à l'appui.
Vers 1950, pendant l'épidémie de poliomyélite, Jakob Hohl, chef de gare de Heiden, aurait constaté que des personnes arrivaient sans pouvoir marcher et repartent sans leurs béquilles.

#### Fin de vie
Aux côtés de ses filles Grazzia, Esther et Irma Sonderegger, Petronella D'Acierno dirige son établissement jusqu'en 1956. Par la suite, elle confie la gestion à son fils Michelangelo et prend sa retraite à l'âge de 79 ans. Elle continue à prodiguer ses soins au Pöstli à Schmittebüel jusqu'à l'âge de 85 ans.
Elle soutient un groupe de jeunes antifascistes actifs à Heiden depuis la fin des années 1930, qui offre un hébergement et de la nourriture à des réfugiés juifs.
Petronella D'Acierno meurt le 12 avril 1962 à Heiden à l'âge de 85 ans.

### Héritage familial
Après son décès, sa fille cadette, Irma Sonderegger, prend d'abord la direction du cabinet, puis se lance dans la vente par correspondance de médicaments. Ce commerce, existant depuis les années 1930, possède un fichier client comprenant environ 100'000 adresses en 1967, mais cesse ses activités dans les années 1970, principalement en raison de difficultés d'approvisionnement en sirop Pagliano.
Désormais considéré comme historique, le Pagliano est représenté par une boîte originale exposée au musée pharmaceutique de l'Université de Barcelone. Une exposition au musée ethnographique d'Appenzell en 2005 lui est dédiée.
Plus tard, Esther et Ribelle A. retournent à Seebach, où ils continuent d'habiter la maison située au 57 Schärenmoosstrasse. Cette maison a été renommée en 1950 en l'honneur de sa sœur Esther, et ils y résident bien après cette date. Max Broggi, un autre membre de l'OGS, mentionne qu'un descendant de la tante Pagliano est enterré à Rümlang.

## Publications
- (all) Krankheits-Erscheinungen und wie sie durch Naturmittel geheilt werden können, 1927/1928
- (all) Gesundheit ist Macht, eine lehrreiche Broschüre, 1936

### Fonds d'archives
- Archives d'État d'Appenzell Rhodes-Extérieures, Hérisau.